# Sayen
Sayen és una pel·lícula xilena del 2023 dirigida per Alexander Witt i protagonitzada per Rallen Montenegro, Arón Piper i Enrique Arce. Filmada en castellà i maputxe, és la primera entrega d'una trilogia.

## Sinopsi
Sayen és una noia maputxe que ha de perseguir els homes que van assassinar la seva àvia. Utilitzant la seva formació i el seu coneixement de la natura, és capaç d'eliminar alguns dels culpables i d'iniciar un procés per capgirar les coses, traient a la llum una conspiració d'una empresa que amenaça les terres ancestrals del seu poble.

## Personatges
- Rallen Montenegro és Sayen
- Arón Piper és Antonio Torres
- Enrique Arce és Máximo Torres
- Eduardo Paxeco és Rubén
- Roberto García Ruiz és Bykov
- Loreto Aravena és Miranda
- Alejandro Trejo és Lira
- Camilo Arancibia és José
- Roberto Cayuqueo és Pedro
- Teresa Ramos com és Ilwen Lemunko